# 列星頓鎮區 (約翰遜縣)
列克星敦鎮區（英語：Lexington Township）為位在美國堪薩斯州約翰遜縣的鎮區。2010年美国人口普查中該鎮區人口有3,712人。

## 地理
根據美國地質調查局的資料，列克星敦鎮區涵蓋面積126.52平方（48.85平方英里），其中126.13平方公里為陸地，另外0.4平方公里為水域。

### 非建制地區
- 錫達（Cedar）
- 克利爾維尤城

（上表資料來自美國地質調查局，這可能包含該鎮區之前所轄下的聚居地）

### 鄰近城市
- 迪索托（位在此鎮區內）
- 尤多拉（西）
- 加德納（南）
- 林伍德（西北）
- 邦納斯普林斯（東北）
- 奧拉西（東南）
- 萊內克薩（南）

### 墓園
此鎮區擁有2座墓園：迪索托墓園（Desoto Cemetery）以及普雷里森特墓園（Prairie Center Cemetery）。

### 河川湖泊
- 基爾溪（Kill Creek）
- 卡普廷溪（Captain Creek）
- 堪薩斯河
- 基爾溪公園北湖（Kill Creek Park North Lake）
- 基爾溪公園南湖（Kill Creek Park South Lake）
- 基爾溪公園湖（Kill Creek Park Lake）

### 公園
- 基爾溪公園（Kill Creek Park）：奧拉西，迪索托
- 太陽花自然公園（Sunflower Nature Park）：迪索托
- 迪索托野生動物園（De Soto Wilderness Park）：迪索托
- 基爾溪河道公園/步道（Kill Creek Streamway Park/Trail）：迪索托
- 基爾溪岸（Kill Creek Beach）：迪索托

## 交通

### 主要公路
- 10號堪薩斯州州道
- 285號堪薩斯州州道
- 56號美國國道

### 機場和降落跑道
- 錫達克里克航空中心（Cedar Creek Aircenter）

## 學區
- 加德納聯合學區（Gardner USD 231）（231號堪薩斯州聯合學區）
- 迪索托聯合學區（Desoto USD 232）（232號堪薩斯州聯合學區）
- 奧拉西聯合學區（Olathe USD 233）（233號堪薩斯州聯合學區）